# Tatsuya Enomoto
Tatsuya Enomoto (jap. 榎本 達也 Enomoto Tatsuya; ur. 16 marca 1979) – japoński piłkarz.

## Kariera klubowa
Od 1997 do 2016 roku występował w klubach Yokohama F. Marinos, Vissel Kobe, Tokushima Vortis, Tochigi SC i FC Tokyo.

## Kariera reprezentacyjna
W 1999 roku Tatsuya Enomoto zagrał na Mistrzostwach Świata U-20.